# Irena Laudańska-Dec

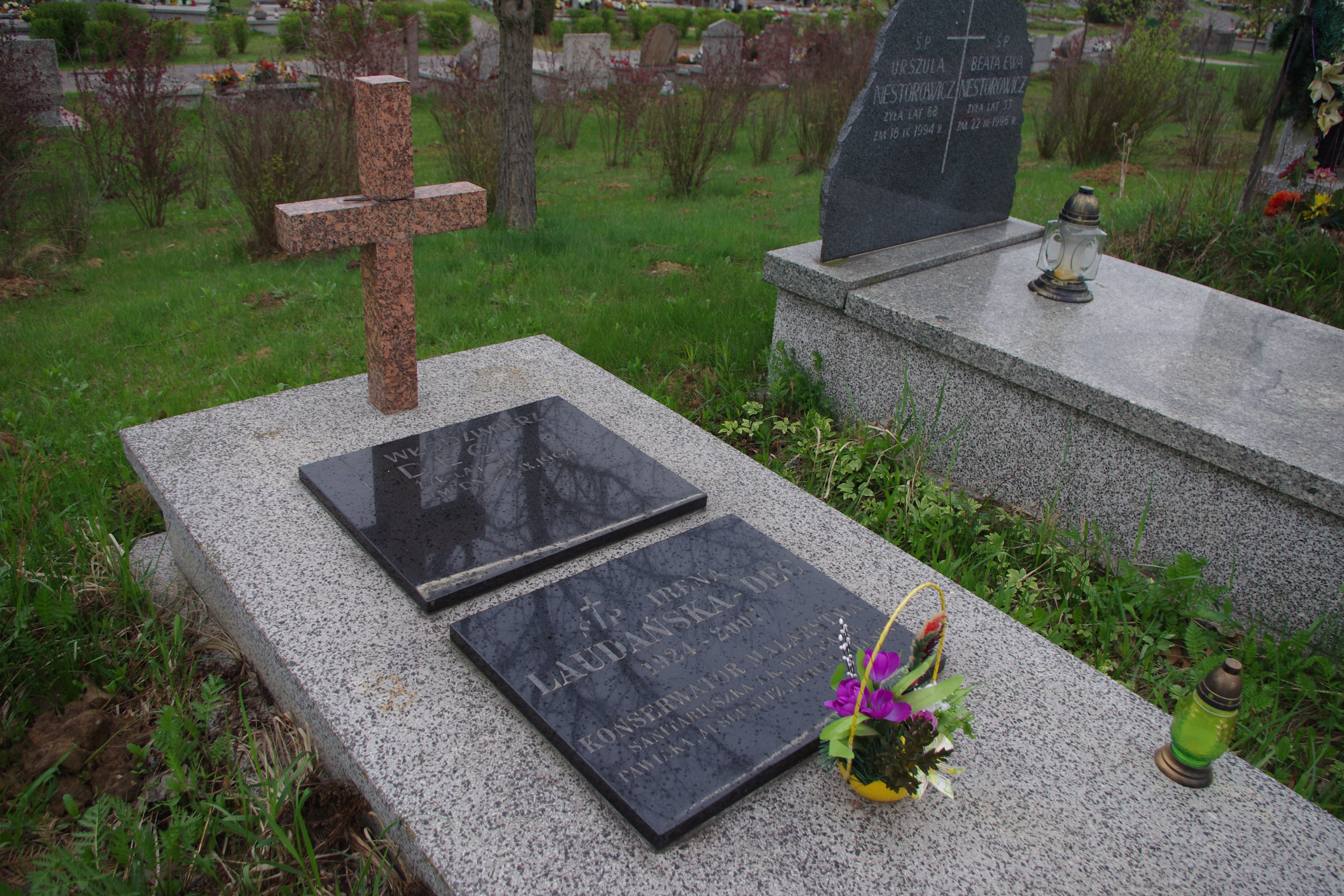
Grób konserwatorki zabytków Ireny Laudańskiej-Dec (1924–2007) na cmentarzu komunalnym Północnym w Warszawie

Irena Laudańska-Dec (ur. 29 maja 1924, zm. 1 lipca 2007 w Warszawie) – polska konserwator zabytków.
Podczas II wojny światowej była sanitariuszką w szeregach Armii Krajowej, brała udział w powstaniu warszawskim. Po aresztowaniu została osadzona w więzieniu na Pawiaku, skąd przewieziono ją do obozu w Oświęcimiu. Podczas ewakuacji obozu razem z transportem więźniów dotarła do obozu w Bergen-Belsen, gdzie zastało ją wyzwolenie. W 1956 ukończyła studia na Wydziale Konserwacji i Restauracji Dzieł Sztuki warszawskiej Akademii Sztuk Pięknych pod kierunkiem prof. Bohdana Marconiego. Jej pracą dyplomową była Konserwacja obrazu olejnego na płótnie „Portret pani Czarneckiej z Tyczyna”, który znajduje się w tyczyńskim kościele oraz atrybucja polichromii w tzw. Winiarni w Lublinie (promotorem był prof. dr Ksawery Piwocki). W pracy zawodowej jej specjalnością była konserwacja dawnego malarstwa olejnego, a szczególnie obrazów o charakterze sakralnym.
Zmarła w 2007, pochowana na cmentarzu komunalnym Północnym w Warszawie, kwatera O-II-14 rząd 1 grób 21.